# Odontria obscura
Odontria obscura är en skalbaggsart som beskrevs av Thomas Broun 1895. Odontria obscura ingår i släktet Odontria och familjen Melolonthidae. Inga underarter finns listade i Catalogue of Life.